# Bastan
Bastan är en sjö i Storumans kommun i Lappland och ingår i Umeälvens huvudavrinningsområde. Sjön har en area på 0,13 kvadratkilometer och ligger 627,3 meter över havet.

## Delavrinningsområde
Bastan ingår i det delavrinningsområde (729821-146513) som SMHI kallar för Utloppet av Bastan. Medelhöjden är 683 meter över havet och ytan är 1 kvadratkilometer. Räknas de 4 avrinningsområdena uppströms in blir den ackumulerade arean 8,07 kvadratkilometer. Vattendraget som avvattnar avrinningsområdet har biflödesordning 2, vilket innebär att vattnet flödar genom totalt 2 vattendrag innan det når havet efter 397 kilometer. Avrinningsområdet består mestadels av skog (59 procent) och kalfjäll (29 procent). Avrinningsområdet har 0,12 kvadratkilometer vattenytor vilket ger det en sjöprocent på 12,4 procent.